# Парк Гвељ
Парк Гвељ (кат. Parc Güell) је парк са архитектонским елементима који се налази на брду Ел Кармел у Барселони. Пројектовао га је каталонски архитекта Антони Гауди од 1900. до 1914. Под заштитом је УНЕСКА као Светска баштина.
Парк је првобитно био део комерцијално неуспешне стамбене зоне – идеја грофа Еусебија де Гвеља. Инспирисан је британским парковима и због тога је добио енглеско име парк. Касније је претворен у градски врт. До њега се долази из подножја, иако су станице на извесној удаљености, редовним аутобусима или туристичким аутобусима. Док је улаз у парк слободан, улаз у Гаудијеву кућу, у којој се налази намештај који је он дизајнирао, се плаћа.
Пројекат парка израдио је архитекта Гауди у свом препознатљивом стилу. Таласасти облици, слични лави, на местима сличним дрвећу или у облику дорских стубова или сталактита, понекад су издашно украшени мозаицима од поломљених керамичких плочица, посебна техника коришћена превасходно у каталонском модернизму, тренкадис. Предео парка је у сагласју са природним тереном; стрме падине и гребени су остали, с кривудавим путељцима, усецима и пећинама које су додате природном амбијенту.
Иако звучи необично, парк је вешто пројектован да би омогућио мир и спокој који се од парка очекује. Зграде, иако врло оригиналне и упечатљиве, релативно су неупадљиве, када се узму у обзир друге грађевине које је Гауди пројектовао. Имају кровове фантастичних облика с необичним врховима. Кључно место у парку је главна тераса, окружена дугом клупом у облику морске змије. Гауди је употребио нагог човека, који седи у глини, да би пројектовао клупу. Кривине стварају већи број енклава, које стварају атмосферу дружења.
Велики пролаз на највишој тачки парка нуди најбољи поглед на Барселону. С њега се пружа панорама града, са Саграда фамилијом и брдом Монжуик у даљини.

## Галерија
- Улаз у парк
- Гаудијева вишебојна мозаична фонтана у облику змаја на главном улазу
- Једна од необичних кућа
- Гаудијев мозаик на главној тераси
- Фонтана
- Ходници са стубовима
- Украси на своду изнад стубова
- Стаза у два нивоа
- Камена ограда
- Ограда са украсима и мозаиком
- Метална украсна ограда
- Једна од кућа у парку
- Зграда за становање
- Детаљи око једне зграде
- Камена клупа са анатомским наслоном , одводом за воду и мозаиком